# イン・スパイト・オブ・オール・ザ・デインジャー
「イン・スパイト・オブ・オール・ザ・デインジャー」（In Spite of All the Danger）は、クオリーメンの楽曲である。クオリーメンが初めて録音した楽曲で、演奏には当時のメンバーであるジョン・レノン、ポール・マッカートニー、ジョージ・ハリスン、ジョン・ダフ・ロウ、コリン・ハントンの5人が参加している。マッカートニーが作曲し、ハリスンがギターソロを担当した関係から、作者名は「マッカートニ＝ハリスン」と表記されている。レコーディングは、1958年5月から7月の間にフィリップス・サウンド・レコーディング・サービスで行なわれた。

## 背景・曲の構成
「イン・スパイト・オブ・オール・ザ・デインジャー」は、マッカートニーが1人で書いた楽曲で、1958年1月頃にアプトン・グリーンにあるハリスンの実家で書かれたとされている。本作ではB7コードが使用されているが、これはマッカートニーとハリスンがリヴァプールを複数のバスで横断し、コードを知る人物（詳細は不明）の家を訪れて発見したもの。ハリスンが本作のギターソロを書いたことから、作者名はマッカートニーとハリスンの共同名義となっている。
マッカートニーは、『ザ・ビートルズ・アンソロジー』で「エルヴィスの影響を受けて作ったちょっとした歌」と語っている。ルイソンは著書『The Beatles – All These Years, Volume One: Tune In』で、「プレスリーの『お前が欲しくて』のメロディに大きく依拠している」と書いており、ウォルター・エヴェレットは「リズムが近い」とし、ルイソンの記述に同意している。クリス・インガムも「明確にプレスリーの『お前が欲しくて』に触発されたドゥーワップ・バラード」としている。ジョン・C・ウィンは「それに倣って作られた」と述べている。
エヴェレットは、ビートルズの初期のほとんどの楽曲が「徹底的に全音階が使用され、メジャー・スケールにしっかりと根ざしている」とし、その例として本作を挙げている。本作はEのキーで演奏され、標準的なI-I7-IV-V7-I-IV-I（E-E8-A-B7-E-A-E）という進行に従っている。

## レコーディング
1958年7月頃、クオリーメンはリヴァプールのケンジントンにあるパーシー・フィリップスの自宅でレコーディング・セッションを行ない、バディ・ホリーのカバー曲「ザットル・ビー・ザ・デイ」と「イン・スパイト・オブ・オール・ザ・デインジャー」を録音した。レノン、マッカートニー、ハリスンの3人がギター、ロウがピアノ、ハントンがドラムを担当した。レコーディングは、天井から吊された1本のマイクを使って行なわれたことから、音量のバランスをとることは不可能だった。1階のリビングルームはカーテンを閉め、カーペットを敷くことで、外からの騒音を和らげていた。
録音されたテイクは、そのままシェラック製78回転ディスクの両面にカットされた。1977年に行なわれたインタビューでフィリップスは、「バンドは最初に15シリングしか払わなかったが、数日後に誰かが残りのお金を持って訪ねてきてレコードを買ってくれた」と振り返っている。
このレコーディングに先駆けて、1957年7月6日にウールトンのセント・ピーターズ教会で行なわれたライブで演奏されており、当時の観客が録音したオープンリールのテープが存在している。

## リリース・評価
アセテート盤は1枚しか制作されなかったことから、バンドのメンバー間で共有された。最後にアセテート盤を手にしたロウは、25年近く保有していた。1981年にロウはオークションに出品する準備をしていたが、マッカートニーがロウから直接購入し、エンジニアに依頼してレコードの音質を可能な限り復元したうえで、シングル盤を約50枚制作し、プライベートで家族や友人にプレゼントした。
「イン・スパイト・オブ・オール・ザ・デインジャー」と「ザットル・ビー・ザ・デイ」は、長らく一般には公開されないままとなっていたが、1995年に発売された『ザ・ビートルズ・アンソロジー1』で2曲とも初収録となった。なお、本作は元々の3分25秒あった演奏から2分42秒に短く編集されている。
ルイソンは、本作を「ゆったりとしていて、メロディックなカントリー風味のナンバー」としている。エヴェレットは「レス・ポールのような曲」と評し、音楽評論家のイアン・マクドナルドは「退屈なドゥーワップの模倣作」「お勧めできるところがほとんどない」と評している。

## その他の演奏
マッカートニーは、2004年の「Summer Tour」や2005年の「US Tour」で本作を演奏しており、2016年から2017年の「One On One」ツアーや2018年の「Freshen Up Tour」ツアーでも演奏している。2018年にキャヴァーン・クラブで行なったライブから、ツアーバンドと共に本作を演奏した様子が、2020年のクリスマスにBBC Oneで放送された。
本作のレコーディングの様子は、2009年に公開されたレノンの伝記映画『ノーウェアボーイ ひとりぼっちのあいつ』で描かれており、同作のサウンドトラック・アルバムに収録されている（演奏は映画キャストによるもの）。

## クレジット
※出典（特記を除く）
- ジョン・レノン - リード・ボーカル、リズムギター[29][30][31]
- ポール・マッカートニー - バッキング・ボーカル[注釈 4]、リズムギター[29][30][31]
- ジョージ・ハリスン - リードギター、バッキング・ボーカル[34][35]
- ジョン・ダフ・ロウ（英語版） - ピアノ
- コリン・ハントン（英語版） - ドラム